# Stenocylidrus azureus
Stenocylidrus azureus là một loài bọ cánh cứng trong họ Cleridae. Loài này được Klug, 183 miêu tả khoa học năm 1833.